# Seongsan-myeon, Goryeong-gun
Seongsan-myeon (koreanska: 성산면) är en socken i den centrala delen av Sydkorea, 235 km sydost om huvudstaden Seoul. Den ligger i kommunen Goryeong-gun i provinsen Norra Gyeongsang.